# Gert Last
Gert Last, echte naam Gerhard Lasta (Wenen, 4 juni 1921 – Wenen, 7 februari 2018), was een Oostenrijks componist, muziekpedagoog, dirigent en fluitist.

## Levensloop
Last studeerde muziektheorie en dwarsfluit aan de Universität für Musik und darstellende Kunst Wien in Wenen. Vanaf 1941 was hij lid van verschillende militaire muziekkapellen van het Duitse leger. Na de Tweede Wereldoorlog was hij lid van diverse dans- en showorkesten, maar ook lector in een uitgeverij. Later was hij verantwoordelijk voor het muziekprogramma bij de Oostenrijkse omroep ORF. Hij werkte een bepaalde tijd met de eigen Gert-Last-Band. Op 12 april 1985 behaalde hij zijn Magister Artium en werd op 19 april 1985 door de toenmalige Oostenrijkse bondspresident Rudolf Kirchschläger tot professor benoemd. 
Als docent werkte hij aan in cursussen van de Verband der Amateurmusiker und -vereine Österreichs e.V. (VAMÖ). Hij is dirigent van de Zitherklub Donau-Stadt Wien.
Als componist schreef hij vooral amusement- en lichte muziek voor orkest, harmonieorkest, vocale muziek (koormuziek en liederen) en kamermuziek. Hij heeft verschillende werken geschreven voor het genre "Weense lied (Wienerlied)" en voor de citer.
Last stierf in 2018 op 96-jarige leeftijd.

## Composities (Uittreksel)

### Werken voor orkest
- 1973 Musik zum Träumen, voor kamer-/salonorkest
- 1977 Alserbach-Marsch, voor kamer-/salonorkest
- Alles schunkelt, potpourri voor kamer-/salonorkest
- Wienerbilder, suite voor strijkorkest

### Werken voor harmonieorkest
- 1992 Zeit der Rosen, wals
- Moll gegen Dur

### Werken voor bigband
- 1995 Swing meeting, voor bigband

### Werken voor accordeon(orkest)
- 1984 8 neue Akkordeon-Soli leicht bis schwer
- Walk with me, voor accordeonorkest

### Vocale muziek

#### Liederen
- 1972 Sagʹn ʹs, was ihna denken!, voor zangstem en piano
- 1976 Grüne Augen, schwarzes Haar, voor zangstem en piano - tekst: Dieter Poprawa
- 1976 Seit dieser Zeit, voor zangstem en piano - tekst: Paul Vi. Gegner
- 1977 Good-bye kleine Jany, voor zangstem en piano - tekst: Dieter Poprawa
- 1978 Lass uns nie mehr auseinandergehn, voor zangstem en piano - tekst: Jürgen Leiner
- 1978 Nichts ist so schön wie die Liebe, wals voor zangstem en piano - tekst: Gerhard Imhof
- 1979 Schon zwölf schlägt die Uhr, disco-beat voor zangstem en piano - tekst: Elisabeth Schütz
- 1980 In Grinzing trinkt man kein Bier, voor zangstem en piano - tekst: Josef Kaderka
- 1981 Summer Love Summer Love, meine Sommerliebe, find es so schön, voor zangstem en piano
- 1981 Walter Hojsa singt und spielt: Was nutzt a Weanaliad, voor zangstem en piano
- 1982 Weil's den Fremden in Wien so gut g'fällt, voor zangstem en piano - tekst: Peter Herz
- 1982 Wienerlieder wird's immer geb'n, voor zangstem en piano - tekst: Edith Hochmuth
- 1985 Der alte Billeteur von der Josefstadt, voor zangstem en piano
- 1988 Die alten Gasserln, voor zangstem en piano
- Als du gingst, , voor zangstem en piano - tekst: Josef Kaderka

### Kamermuziek
- 1974 Perchten-Ländler, voor blazersensemble
- 1975 Bibihenderl Ländler, voor blazersensemble
- 1982 Jetzt wird's gemütlich, voor blazersensemble
- 1982 Polka-Trümpfe Medley, voor instrumentaal ensemble
- 1984 Soldatenlieder-Potpouri, voor instrumentaal ensemble
- Eine rauhe Schale, ein Herz aus Stein, voor twee hout- of koperblazers

### Werken voor piano
- 1972 Waidäcker-Tanz
- 1981 Das singt man in Wien - die schönsten Wienerlieder (samen met: Georg Tinhof)
- 1985 Josef-Brandstätter-Marsch
- Auf d'Nacht
- Bleib nur so wie du bist
- Boogie Time
- Das Glück
- Der Schilehrer Sepp
- Die Hauptsach' is' die Kassa stimmt
- Die kleinen blauen Veilchen
- Die nächste Runde zahlt der Staat
- Die fesche Sennerin
- Du bist für mich der Traum vom großen Glück
- Hallo, heut spiel'n die Telferbuam

### Werken voorciter
- 1988 Stimmung und gute Laune auf der Zither
- 1989 Heimwehmelodie
- 1991 Wienerlieder im Zitherklang
- Fantasie über eine schwedische Volksweise, voor altblokfluit en citerorkest
- Silhouetts in the Darkness
- Trau di nur
- Vorstadt-Tänze